# Ana Ipătescu
Ana Ipătescu (n. 1805, București, Țara Românească – d. 13 martie 1875, București, România) a fost o eroină a Revoluției de la 1848 din Țara Românească.

## Biografie
Ana s-a născut la București, în mahalaua Olarilor, în familia negustorului Atanasie Ghiulerasă, din burghezia incipientă de la sfârșitul perioadei fanariote. Tatăl, dregător domnesc, comandant în cavaleria ușoară, deținea cafenea și făcea negustorie profitabilă. Deși mama ei vitregă îi interzisese să învețe, Ana a beneficiat totuși de un nivel de educație elevat. La Școala Normală din București pe care a frecventat-o a primit o educație temeinică.
În anul 1828, se mărită cu arendașul Ivancea Dimitrie, zis "Ulieru" de care se desparte în 1831, an în care îi moare și tatăl. Din cauza conjuncturii în care se afla, se recăsătorește din interes cu Nicolae Ipătescu. Ipăteștii au fost o familie de revoluționari pașoptiști, dar Ana este prima despre care există informații certe asupra activității desfășurate în zilele revoluției. Datorită soțului ei, funcționar la Departamentul Vistieriilor, a participat la întâlniri ale societății secrete Frăția, unde a cunoscut pe câțiva dintre conducătorii care vor intra în guvernul revoluționar după izbucnirea revoluției la 9 iunie 1848. Pe 19 iunie, lovitura contrarevoluționară a col. I. Odobescu și I. Solomon a creat un moment de cumpănă, membrii guvernului provizoriu fiind arestați. Inițial, mulțimea a bătut în retragere. „În acel moment de disperare, dinspre Podul Mogoșoaiei năvălește tânăra eroină Anica Ipătescu cu două pistoale în mână. Ea strigă din toate puterile «Moarte trădătorilor! Tineri, curaj, salvați libertatea!»” (Allgemeine Osterreichische Zeitung”, 20 iunie 1848). Se aruncă asupra militarilor, fiind împușcată în piept, fiind însă doar rănită.
Astfel, a participat direct în fruntea mulțimii prorevoluționare bucureștene la eliberarea guvernului revoluționar, arestat la 19 iunie 1848 în urma unui complot contrarevoluționar.  Alături de Ana Ipătescu, documentele mai amintesc un alt român, care a îmbărbătat mulțimea să elibereze guvernul provizoriu, pe cofetarul Toma Gheorghiu, care „năvăli cu bărbăție, vrând să intre în palat”, cum glăsuiește un document al vremii. De asemenea, căpitanul A. Racotă a însuflețit poporul să se opună contrarevoluției, iar pompierii au fost și ei de partea maselor.
Participarea soțului său la mișcarea revoluționară a fost sancționată de Puterea suzerană cu detenția într-o închisoare din Imperiul Otoman. În 1850, Ana Ipătescu a reușit să obțină în mod spectaculos eliberarea acestuia.
S-a stins din viață în anul 1875. Deși dorise să fie îngropată la Mănăstirea Pasărea, până în prezent mormântul său nu a putut fi identificat.